# Evangelische Kirche (Hellstein)

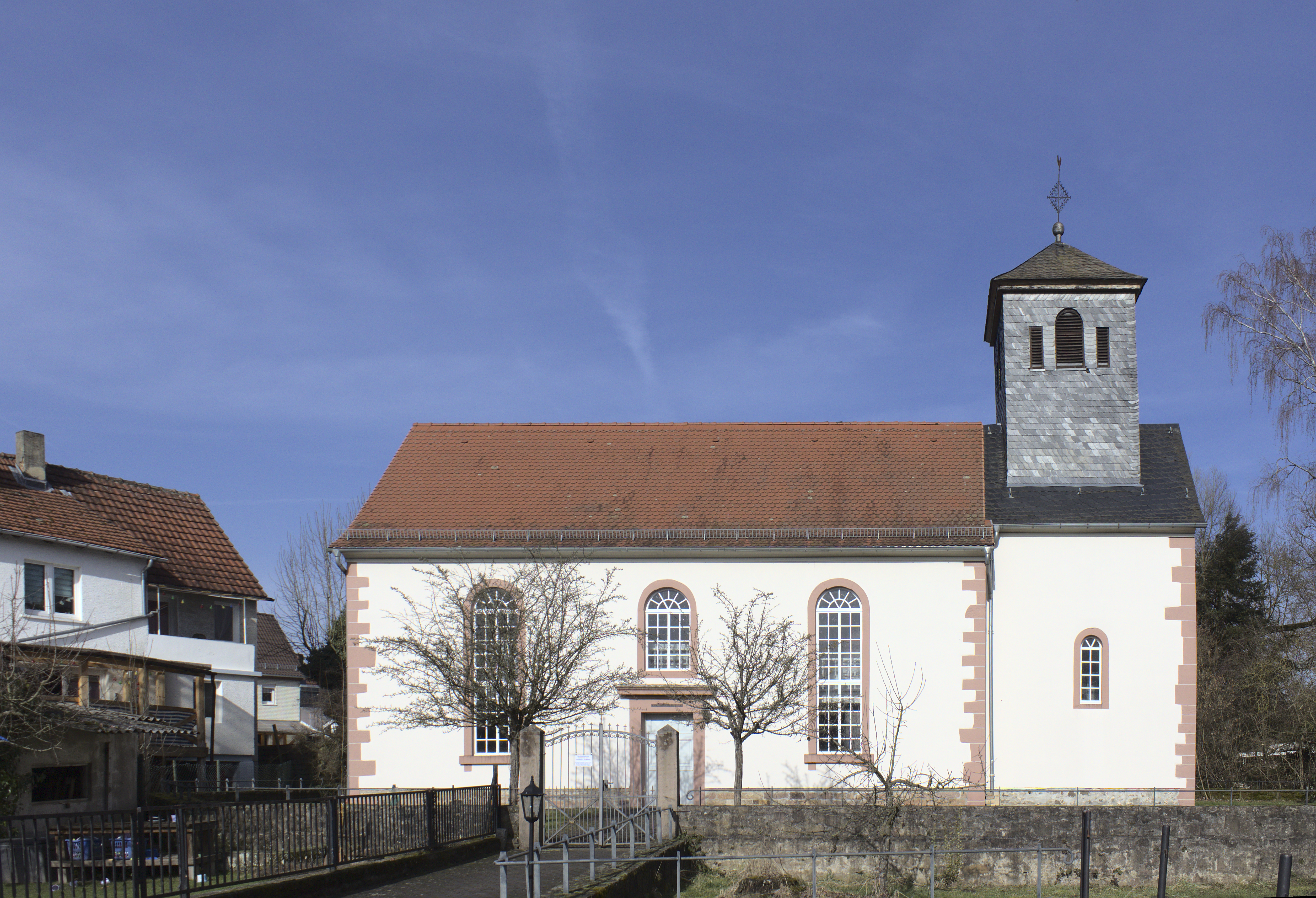
Evangelische Kirche in Hellstein

Die Evangelische Kirche Hellstein ist ein denkmalgeschütztes Kirchengebäude in Hellstein, einem Ortsteil der Gemeinde Brachttal im Main-Kinzig-Kreis in Hessen. Die Kirche gehört zur Martins-Kirchengemeinde Brachtal im Kirchenkreis Kinzigtal im Sprengel Hanau-Hersfeld der Evangelischen Kirche von Kurhessen-Waldeck.

## Beschreibung
Die klassizistische Saalkirche wurde in der ersten Hälfte des 19. Jahrhunderts gebaut. Über dem eingezogenen, rechteckigen Chor im Osten erhebt sich ein quadratischer, schiefergedeckter, mit einem Pyramidendach bedeckter Dachreiter, der hinter den Klangarkaden den Glockenstuhl beherbergt.
Die Orgel mit 10 Registern und einem Manual wurde in der zweiten Hälfte des 18. Jahrhunderts gebaut. Sie wurde 2009 von Michael Stumpf restauriert.